# Arquidiocese de Nassau
A Arquidiocese de Nassau (em latim:  Nassaviensis Archidioecesis) é uma arquidiocese de rito romano da Igreja Católica no Caribe. Abrange as ilhas da ex-dependência britânica das Bahamas, e é a responsável pela diocese sufragânea de Hamilton e pela Missão sui iuris das Ilhas Turcas e Caicos. É membro da Conferência Episcopal das Antilhas.
Foi originalmente construída como a Prefeitura Apostólica da Bahama, em março de 1929, e posteriormente foi elevada a Vicariato Apostólico das Ilhas Bahama, em janeiro de 1941, e em seguida à Diocese de Nassau, em junho de 1960. Em 22 de junho de 1999, foi novamente elevada, tornando-se a Arquidiocese de Nassau.
Até o ano de 2004, a diocese continha 30 paróquias, 15 sacerdotes diocesanos ativos, 14 padres religiosos e 48.000 fiéis católicos. Também tem 28 irmãs, 14 irmãos, e 13 diáconos permanentes.

## Líderes
|                 | Nome                              | Período    | Notas                         |
| Arcebispos      | Arcebispos                        | Arcebispos | Arcebispos                    |
| --------------- | --------------------------------- | ---------- | ----------------------------- |
| 2º              | Patrick Christopher Pinder        | 2004–atual |                               |
| 1º              | Lawrence Aloysius Burke           | 1999–2004  | Nomeado Arcebispo de Kingston |
| Bispos          |                                   |            |                               |
| 3º              | Lawrence Aloysius Burke           | 1981–1999  |                               |
| 2º              | Paul Leonard Hagarty O.S.B.       | 1950–1981  |                               |
| 1º              | John Bernard Kevenhoerster O.S.B. | 1931–1949  |                               |
| Bispos-auxiliar |                                   |            |                               |
|                 | Patrick Christopher Pinder        | 2003–2004  | Elevado a Arcebispo           |